# Dischistodus pseudochrysopoecilus
 Dischistodus pseudochrysopoecilus és una espècie de peix de la família dels pomacèntrids i de l'ordre dels perciformes.

## Morfologia
Els mascles poden assolir els 18 cm de longitud total.

## Distribució geogràfica
Es troba des de Malàisia fins a les Filipines i Melanèsia.